# Mahura
Mahura is een geslacht van spinnen uit de  familie van de Agelenidae (trechterspinnen).

## Soorten
- Mahura accola Forster & Wilton, 1973
- Mahura bainhamensis Forster & Wilton, 1973
- Mahura boara Forster & Wilton, 1973
- Mahura crypta Forster & Wilton, 1973
- Mahura detrita Forster & Wilton, 1973
- Mahura hinua Forster & Wilton, 1973
- Mahura musca Forster & Wilton, 1973
- Mahura rubella Forster & Wilton, 1973
- Mahura rufula Forster & Wilton, 1973
- Mahura scuta Forster & Wilton, 1973
- Mahura sorenseni Forster & Wilton, 1973
- Mahura southgatei Forster & Wilton, 1973
- Mahura spinosa Forster & Wilton, 1973
- Mahura spinosoides Forster & Wilton, 1973
- Mahura takahea Forster & Wilton, 1973
- Mahura tarsa Forster & Wilton, 1973
- Mahura turris Forster & Wilton, 1973
- Mahura vella Forster & Wilton, 1973